# Woineshet Zebene
Woineshet Zebene Negash, généralement appelée Woineshet Zebene, est une femme éthiopienne. Le traitement judiciaire du viol dont elle a été victime a été à l'origine d'une modification de la loi éthiopienne. Elle a été la première femme éthiopienne à avoir contesté en justice un mariage par enlèvement.

## Biographie
À l'âge de treize ans, dans la banlieue d'Addis-Abeba, Woineshet Zebene est enlevée et violée par un groupe de cinq hommes. Le principal responsable présumé des faits, Aberew Jemma Negussi, est brièvement arrêté, puis relâché. Il enlève de nouveau Woineshet Zebene et la retient contre son gré pendant un mois, lui faisant signer un certificat de mariage, avant qu'elle ne parvienne à s'échapper. Selon la loi éthiopienne à cette époque, un homme ne peut être accusé de viol s'il épouse sa victime. Dans certaines régions rurales de l'Éthiopie, il arrive qu'un homme souhaitant épouser une femme mais ne disposant pas de l'argent nécessaire au paiement de la dot enlève la femme en question et la viole ; après cela, la famille de la femme en question, à laquelle il serait extrêmement difficile de se marier désormais en raison de la réprobation sociale liée à l'enlèvement et au viol, est susceptible de consentir au mariage sans dot. 
Le 22 juillet 2003, Aberew Jemma Negussie est condamné à dix ans d'emprisonnement sans possibilité de libération conditionnelle pour viol et enlèvement, et ses quatre complices sont condamnés à huit ans d'emprisonnement sans possibilité de libération conditionnelle ; cela fait de cette affaire la première dans laquelle les complices d'un enlèvement sont mis en examen et condamnés en Éthiopie. Néanmoins, le 4 décembre 2003, en appel, le tribunal d'Arsi annule le premier jugement, ce qui conduit à la libération des cinq hommes. 
Le 9 mai 2005, le nouveau code pénal éthiopien entre en vigueur ; le mariage ne permet plus d'échapper à une mise en examen pour viol et enlèvement, une réforme inspirée en grande partie par la campagne de l'association Equality Now, qui s'est appuyée sur les crimes dont Woineshet Zebene a été victime. 
Le 10 mars 2016, la Commission africaine des droits de l'homme et des peuples, considérant que l'Éthiopie a violé les droits à l'égalité, à la dignité et à un procès équitable de Woineshet Zebene, ordonne à l'État éthiopien de lui verser une indemnisation de 150 000 dollars américains.